# Serhij Adamczuk
Serhij Serhijowycz Adamczuk (ukr. Сергій Сергійович Адамчук; ur. 7 lutego 1990 w Krzywym Rogu) – ukraiński kick-boxer i zawodnik MMA, mistrz Europy ISKA w wadze superpółśredniej oraz mistrz świata GLORY w wadze piórkowej z 2015.

## Kariera sportowa
11 kwietnia 2015 zdobył pas mistrza Europy ISKA pokonując Belga Dino Kačar na punkty. Dwa miesiące później zadebiutował w organizacji GLORY, wygrywając z Ormianinem Maratem Grigorianem. 6 listopada 2015 na gali GLORY 25, w Monzy, wypunktował Kanadyjczyka Gabriela Vargę, odbierając mu tytuł mistrza świata w wadze piórkowej.
12 marca 2016 obronił tytuł, wygrywając jednogłośnie z Marokańczykiem Mosabem Amranim. Pas mistrzowski stracił w rewanżu z Vargą (22 lipca 2016), przegrywając z nim większościową decyzją.
W 2016 i 2017 bezskutecznie próbował wygrać turniej pretendentów Glory. 10 czerwca 2017 podczas GLORY 42 w Paryżu pokonał na punkty zawodnika gospodarzy Francuza Dylana Salvadora po czym 30 września 2017 otrzymał szansę walki o mistrzostwo w wadze piórkowej przeciwko Robin van Roosmalen, z którym ostatecznie przegrał jednogłośnie na punkty.
12 maja 2018 w swoim trzecim podejściu wygrał turniej pretendentów, pokonując na gali Glory 53 w Lille dwóch zawodników z Francji, Aziza Hlaliego i Victora Pinto, obu jednogłośnie na punkty.

### Kariera MMA
Przez wiele lat starty w kickboxingu przeplatał walkami w MMA. W latach 2009–2013 stoczył szesnaście zawodowych pojedynków (bilans 11-5) głównie dla organizacji M-1 Global. W tym czasie miał szanse walczyć z takimi zawodnikami jak Majrbiek Tajsumow, z którym przegrał przed czasem oraz Polakiem Maciejem Polokiem, którego pokonał na punkty.

## Osiągnięcia
- 2015: mistrz Europy ISKA w wadze superpółśredniej (-70 kg)
- 2015–2016: mistrz świata GLORY w wadze piórkowej (-65 kg)
- 2017: Glory Featherweight Tournament – finalista turnieju wagi piórkowej
- 2018: Glory Featherweight Tournament – 1. miejsce w turnieju wadze piórkowej